# Greatest Hits Live (Journey)
Greatest Hits Live is het tweede livealbum van Journey. Captured was hun eerste livealbum. Nadat Journey in 1996 een succesvolle comeback beleefden, had CBS nog een liveregistratie achter de hand van muziek opgenomen tijdens de tournees van 1981 en 1983, toen het nog boterde tussen de diverse leden. Het album vermeldde dat de opnamen hadden platsgevonden in Houston, Texas, Norman, Oklahoma en Tokio in Japan. De opnamen werden verricht door ex-Journey-muziekproducent Kevin Elson.

## Musici
- Steve Perry – zang
- Neal Schon – gitaar, zang
- Ross Valory basgitaar, zang
- Jonathan Cain – toetsinstrumenten, zang
- Steve Smith – slagwerk

## Muziek
| Nr. | Titel                                                     | Duur |
| --- | --------------------------------------------------------- | ---- |
| 1.  | Don't Stop Believin' (Perry, Cain, Schon)                 | 4:10 |
| 2.  | Separate ways (worlds apart) (Perry, Cain)                | 5:19 |
| 3.  | After the fall (Perry, Cain)                              | 5:14 |
| 4.  | Lovin', touchin', squeezin' (Perry, Schon)                | 7:10 |
| 5.  | Faithfully (Perry, Cain, Schon)                           | 4:18 |
| 6.  | Who's crying now (Perry, Cain)                            | 5:36 |
| 7.  | Any way you want it (Perry, Schon)                        | 3:29 |
| 8.  | Lights (Perry, Schon)                                     | 3:13 |
| 9.  | Stay awhile (Perry, Schon)                                | 2:26 |
| 10. | Open arms (Perry, Cain)                                   | 3:14 |
| 11. | Send her my love (Perry, Cain)                            | 3:37 |
| 12. | Still they ride (Perry, Cain, Schon)                      | 4:05 |
| 13. | Stone in love (Perry, Cain, Schon)                        | 4:38 |
| 14. | Escape (Perry, Cain, Schon)                               | 5:25 |
| 15. | Line of fire (Perry, Schon)                               | 3:08 |
| 16. | Wheel in the sky (Robert Fleischman, Schon, Diane Valory) | 5:34 |
| 17. | Fireworks & Crowd                                         | 0:40 |